# Anemia herzogii
Anemia herzogii là một loài dương xỉ trong họ Anemiaceae. Loài này được Rosenst. mô tả khoa học đầu tiên năm 1913.